# 菲莉帕·贝克
菲莉帕·贝克（英語：Philippa Baker，1963年6月12日—），新西兰女子赛艇运动员。她曾代表新西兰参加世界赛艇锦标赛，获得三枚金牌、一枚银牌和一枚铜牌。她也曾参加1992年和1996年夏季奥运会。